# Kornelia Winkel
Kornelia Winkel   (Groningen, 26 de febrer de 1944), també coneguda com a Corrie Winkel, és una nedadora neerlandesa, ja retirada, especialista en esquena, que va competir durant la dècada de 1960.
El 1964 va prendre part en els Jocs Olímpics d'Estiu de Tòquio, on va disputar dues proves del programa de natació. Fent equip amb Klenie Bimolt, Ada Kok i Erica Terpstra guanyà la medalla de plata en els 4x100 metres estils, mentre en els 100 metres esquena quedà eliminada en sèries.
En el seu palmarès també destaca una medalla de plata en els 100 metres esquena del Campionat d'Europa de natació de 1966 Entre 1962 i 1964 va establir vuit rècords nacionals i dos europeus en proves de 100 i 200 metres esquena i 4 x100 mestres estils.